# ديفيد فيسنتي روبلس
ديفيد فيسنتي روبلس (بالإسبانية: David Vicente Robles)‏ (23 أبريل 1999 في إسبانيا - ) هو لاعب كرة قدم إسباني في مركز جناح ‏. لعب مع ريال سرقسطة.

## وصلات خارجية
- ديفيد فيسنتي روبلس على موقع قاعدة بيانات كرة القدم.إي يو (الإنجليزية)
- ديفيد فيسنتي روبلس على موقع Soccerway.com (الإنجليزية)